# Papilio eurymedon
Papilio eurymedon is een vlinder uit de familie van de pages (Papilionidae). De wetenschappelijke naam werd gepubliceerd in 1852 door Lucas.